# Płyta Woodlark

Płyta pacyficzna zaznaczona kolorem żółtym

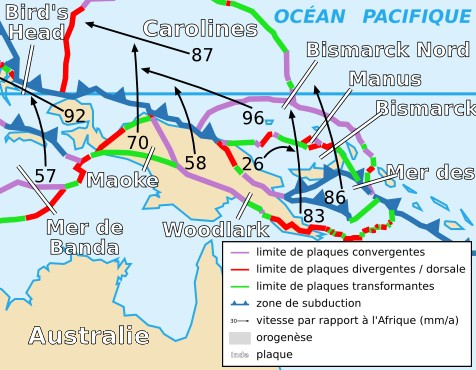
Płyta Woodlark

Płyta Woodlark − niewielka płyta tektoniczna (mikropłyta), położona w Azji Południowo-Wschodniej, uznawana za część większej płyty pacyficznej.
Płyta Woodlark od północnego wschodu graniczy z płytami: karolińską, Bismarcka północną, Bismarcka południową, Morza Salomona i pacyficzną, od wschodu i południa z płytą australijską, od zachodu z płytą Maoke.